# 야하기촌 (니가타현)
야하기촌(矢作村)은 니가타현 니시칸바라군에 설치되었던 촌이다.